# موراراتکا
موراراتکا (به مجاری:  Murarátka) یک منطقهٔ مسکونی در مجارستان است که در زالا واقع شده‌است.